# Józef Hauke-Bosak

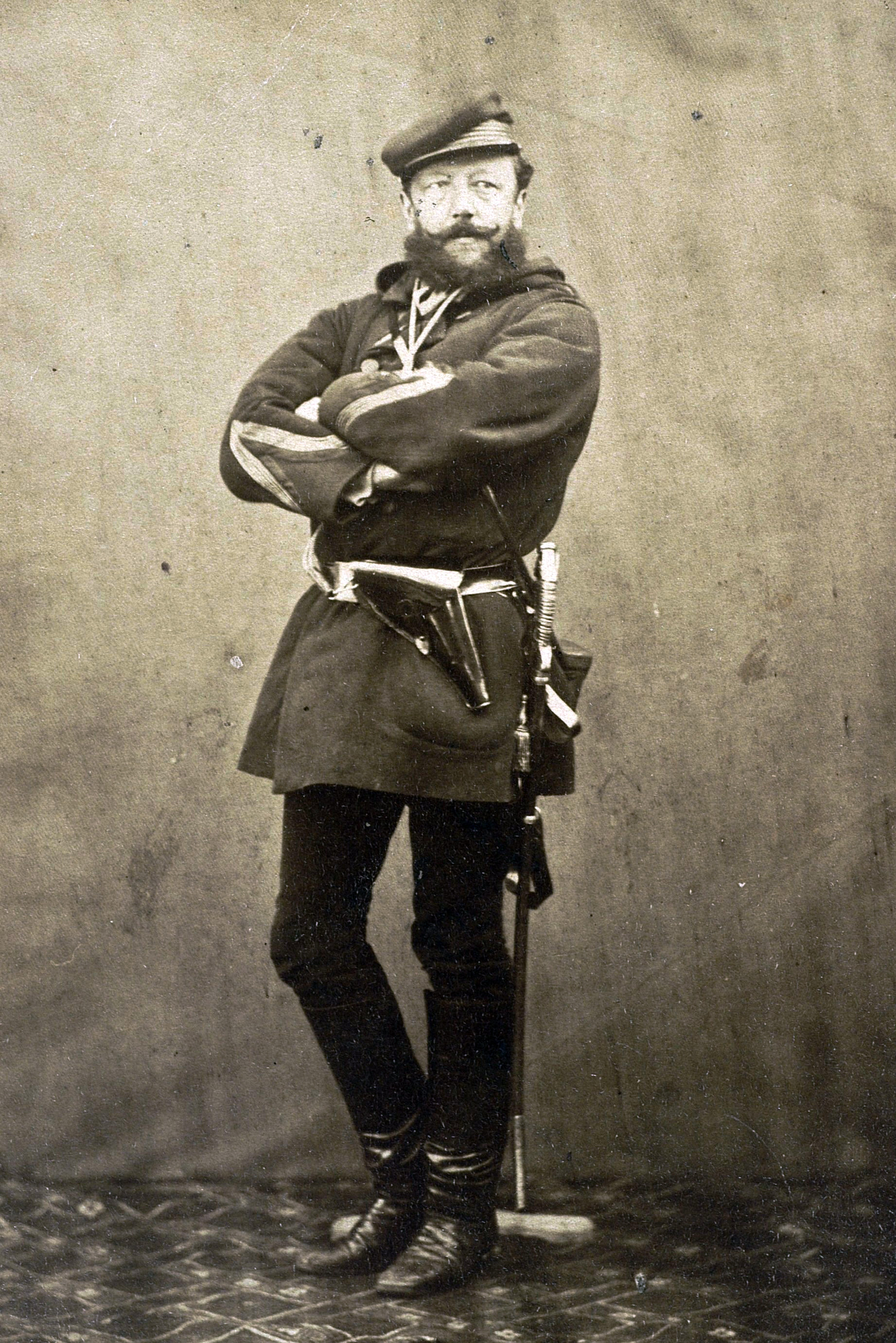
Józef Hauke–Bosak na fotografii nieznanego autora

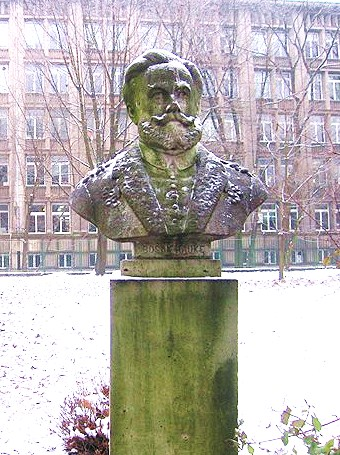
Popiersie Józefa Hauke-Bosaka w Parku Jordana w Krakowie

Józef Ludwik Hauke pseud. Bosak od rodzinnego herbu Bosak (ur. 7 marca?/19 marca 1834 w Petersburgu, zm. 21 stycznia 1871 pod Dijon) – hrabia, generał broni, dowódca sił zbrojnych województw krakowskiego i sandomierskiego w powstaniu styczniowym, uczestnik wojny francusko-pruskiej (1870-1871).

## Życiorys
Rodzina Hauków – van der Haacken, Hauck – powoływała się na pochodzenie flamandzkie. Do Polski przybyła w 1782 przez Moguncję i Drezno. Ojciec Józefa, Józef Hauke (1790–1837), urodzony już w Polsce, był kapitanem w wojsku Księstwa Warszawskiego i potem generałem wojska rosyjskiego, a stryj Maurycy Hauke był generałem napoleońskim, wsławionym obroną Zamościa w 1813 roku. Zginął pierwszego dnia powstania listopadowego jako wierny cesarzowi. Drugi stryj, Ludwik August (1779–1851) był dyrektorem górnictwa w Królestwie Polskim. Maurycy, Ludwik August i Józef otrzymali w 1826 w Królestwie Polskim Indygenat, a później tytułu hrabiowskiego.
Był powinowatym cesarza Aleksandra II; stryjeczna siostra Julia Hauke ks. Battenberg była morganatyczną żoną Aleksandra von Hessen-Darmstadt, brata cesarzowej.
Józef Hauke zaczął edukację w carskim Korpusie kadetów, następnie w Korpusie Paziów i zwieńczył ją ukończeniem Wyższej Akademii Wojskowej. W 1855 został oficerem ordynansowym cesarza Aleksandra II. W 1859 przeniósł się do służby czynnej. Brał udział w walkach na Kaukazie z niedobitkami wojsk Szamila, w których się dosłużył dwóch krzyży (w tym Orderu św. Stanisława II klasy z mieczami) i złotej szabli za waleczność 3 sierpnia 1861.
W 1862 został awansowany na pułkownika. Manifestacje patriotyczne w 1861 i 1862 były dla niego wstrząsem. Podał się do dymisji, zamiast której dostał roczny urlop z armii carskiej. W styczniu 1863, kiedy wybuchło powstanie ponownie złożył dymisję, tym razem przyjętą.
Był bliskim współpracownikiem Romualda Traugutta i dowódcą tworzonego II korpusu, naczelnikiem oddziałów powstańczych województw krakowskiego i sandomierskiego oraz kaliskiego.
Wprowadzał w życie dekrety uwłaszczeniowe, przez co pozyskiwał chłopów. Jego oddziały zwyciężyły w kilku potyczkach z Rosjanami, lecz zostały rozbite w wyniku bitwy opatowskiej (21 lutego 1864).
Po powstaniu udał się na emigrację. W 1867 r. przybył do Szwajcarii i zamieszkał w Carouge koło Genewy. Brał tu czynny udział w życiu polskiej emigracji i w kilku stowarzyszeniach międzynarodowych. W latach 1867-1868 wraz z Ludwikiem Bulewskim działał w Ognisku Republikańskim Polskim. Należał do "Koła Racjonalistów". Był członkiem stałego komitetu nawiązującej do idei Giuseppe Mazziniego Ligi Pokoju i Wolności. Przy okazji kongresu tej organizacji w Genewie wydał broszurę pt. "La paix ou la guerre" (Pokój czy wojna), w której bronił praw Polaków i innych narodów do prowadzenia wojny sprawiedliwej, zwalczając jednocześnie koncepcje pokoju za wszelką cenę.
Wierny tym ideom brał udział po stronie Francji w wojnie francusko-pruskiej, w stopniu pułkownika, a następnie generała brygady, dowodząc brygadą, wchodzącą w skład Armii Wogezów, dowodzonej przez Giuseppe Garibaldiego (inne dwie brygady korpusu dowodzone były przez Menottiego i Ricciottiego Garibaldich. Zginął pod Dijon.
Jedyny syn z małżeństwa z Marią Elżbietą Kaczanowską (ur. 1834, zmarła w Cannes) Maurycy Józef (1870-1950), dyrektor gazowni w Cannes, spędził całe życie we Francji, a zmarł w Lozannie; żonaty z Margaret Tscharner, potomstwa nie pozostawił i na nim wygasła hrabiowska gałąź Hauków pochodząca od generała Józefa (starszego).
Grób generała znajduje się na cmentarzu w Carouge. Na białym pomniku wyryty jest polski napis: Hrabia Józef Hauke-Bosak ur. w Petersburgu19.III.1834 r., Generał Naczelny w Województwie Krakowskim, Sandomierskim i Kaliskim podczas powstania 1863-1864 roku walczył za niepodległość Polski. Poległ pod Diżonem 21.01.1871 r., walcząc za Rzeczpospolitą w Armii Wogezskiej.
Żona i syn generała zostali później pochowani w tym samym grobie, co przypomina osobny napis na pomniku.

## Upamiętnienie
Postać generała Józefa Hauke-Bosaka została upamiętniona nazwami ulic w Warszawie, Lublinie, Kielcach, Puławach, Starachowicach i we Wrocławiu.